# Luxemburger Filmpreis 2007
Der 3. Luxemburger Filmpreis fand am 30. November 2007 in der Rockhal statt. Die Preisverleihung, die vom Schauspieler Tom Leick moderiert wurde, fand im Rahmen der Luxemburger Filmtage statt, die unter dem Motto „Lux&volupté“ standen. 

## Jury und Auswahl
Sechs Personen saßen in der Jury: Erna Hennicot-Schoepges, Caroline Mart, Elizabeth Conter, Jan Vandierendonck, Denis Darroy, Duncan Roberts und Jo Kox.
Im Rennen um den Preis waren 18 Kurzfilme und 30 Spielfilme, davon 13 Koproduktionen.
Neu wurde in der Kategorie „Bester Dokumentarfilm“ ausgezeichnet.
Der Filmpreis wurde von Kulturstaatssekretärin Octavie Modert und dem delegierten Kommunikationsminister Jean-Louis Schiltz gesponsert. Zu dieser Zeit war Jean-Louis Schiltz auch Minister für Entwicklung, Zusammenarbeit und humanitäre Angelegenheiten, weshalb der Sukuma Millennium Award zum ersten und letzten Mal vom deutschen Verein Sukuma verliehen wurde, der sich für eine faire und nachhaltige Globalisierung einsetzt.
Der Preis für den besten europäischen Film, der in den ersten beiden Ausgaben verliehen wurde, wurde abgeschafft.

## Preisträger
- Bester luxemburgischer Film:
  - Bester Dokumentarfilm: Plein d'essence von Geneviève Mersch
  - Bester Spielfilm: Your Name Is Justine vum Franco de Peña
- Beste Koproduktion: Irina Palm von Sam Garbarski
- Bester Kurzfilm: The Plot Spoiler von Jeff Desom
- Bester künstlerischer Beitrag: Donato Rotunno für die Regie von In a Dark Place
- Bester technischer Beitrag: Thierry Faber für den Schnitt in Josh und Fernand Bertemes für den Schnitt in Le gardien du nid
- Prix du jeune espoir: Olivier Pesch
- Publikumspreis: Kleine Geheimnisse von Pol Cruchten
- Ehrenpreis: Georges Fautsch, Maisy Hausemer und Paul Scheuer für ihre Filme als Gruppe AFO Film
- Sukuma Millenium Award: Niklas Warnecke
- SACEM Lëtzebuerg Preis für die beste Filmmusik: Jeannot Sanavia für die Komposition der Musik des Films Nuits d'Arabie.